# Snot (rappeur)
 (décembre 2022).
La mise en forme du texte ne suit pas les recommandations de Wikipédia : il faut le « wikifier ».
Les points d'amélioration suivants sont les cas les plus fréquents. Le détail des points à revoir est peut-être précisé sur la page de discussion.
- Les titres sont pré-formatés par le logiciel. Ils ne sont ni en capitales, ni en gras.
- Le texte ne doit pas être écrit en capitales (les noms de famille non plus), ni en gras, ni en italique, ni en « petit »…
- Le gras n'est utilisé que pour surligner le titre de l'article dans l'introduction, une seule fois.
- L'italique est rarement utilisé : mots en langue étrangère, titres d'œuvres, noms de bateaux, etc.
- Les citations ne sont pas en italique mais en corps de texte normal. Elles sont entourées par des guillemets français : « et ».
- Les listes à puces sont à éviter, des paragraphes rédigés étant largement préférés. Les tableaux sont à réserver à la présentation de données structurées (résultats, etc.).
- Les appels de note de bas de page (petits chiffres en exposant, introduits par l'outil «  Source ») sont à placer entre la fin de phrase et le point final[comme ça].
- Les liens internes (vers d'autres articles de Wikipédia) sont à choisir avec parcimonie. Créez des liens vers des articles approfondissant le sujet. Les termes génériques sans rapport avec le sujet sont à éviter, ainsi que les répétitions de liens vers un même terme.
- Les liens externes sont à placer uniquement dans une section « Liens externes », à la fin de l'article. Ces liens sont à choisir avec parcimonie suivant les règles définies. Si un lien sert de source à l'article, son insertion dans le texte est à faire par les notes de bas de page.
- La présentation des références doit suivre les conventions bibliographiques. Il est recommandé d'utiliser les modèles {{Ouvrage}}, {{Chapitre}}, {{Article}}, {{Lien web}} et/ou {{Bibliographie}}. Le mode d'édition visuel peut mettre en forme automatiquement les références.
- Insérer une infobox (cadre d'informations à droite) n'est pas obligatoire pour parachever la mise en page.

Pour une aide détaillée, merci de consulter Aide:Wikification.
Si vous pensez que ces points ont été résolus, vous pouvez retirer ce bandeau et améliorer la mise en forme d'un autre article.
 (décembre 2022).
Edy Junior Edouard (né le 16 décembre 1997), connu professionnellement sous le nom de SNOT (stylisé comme $NOT ), est un rappeur, chanteur et auteur-compositeur américain. Né à New York, il a déménagé à Lake Worth Beach, en Floride, à l'âge de sept ans, où il a commencé sa carrière de rap via SoundCloud en 2016. Snot est devenu célèbre avec la sortie de son single "Gosha" en septembre 2018. Il est actuellement sous contrat avec 300 Entertainment.

## Jeunesse et carrière
Edouard est né de parents haïtiens et dominicains à Brooklyn, New York, et a déménagé à Lake Worth Beach, Floride à l'âge de 7 ans,. Début 2016, il a commencé sa carrière musicale sur SoundCloud. En septembre 2018, il sortira un single, "Gosha", qui le propulsera sur la scène du rap et relancera sa popularité médiatique généralisée.

## Carrière

### 2017: Débuts de carrière
$NOT a commencé sa carrière musicale en 2016 alors qu'il était au lycée, révélant à Jack Angell de Complex qu'il "écoutait des mecs comme Xavier Wulf, Bones, Yung Lean, Lil Wayne et Tyler, the Creator... avec des artistes de Memphis comme Shawty Pimp et l'influent groupe basé à Memphis Three 6 Mafia ". Snot s'est étendu davantage sur le sujet en déclarant aux interviewers : "C'est comme ça que je suis entré dans ce genre de choses, et les choses ont commencé à se produire. Mon ami Wetback Manny mettait déjà de la merde sur SoundCloud et il m'a initié à l'enregistrement et à l'utilisation d'un microphone. C'est alors que je l'ai fait moi-même, mais j'avais un micro USB et c'était un peu nul. Mais ensuite, Manny a eu un micro à condensateur, donc je suppose que j'ai eu de la chance."

### 2018-2019:The Tissue Fileset "Gosha"
Le 24 avril 2018, $NOT a auto-publié son premier EP The Tissue Files, avec des couplets de Cameronazi et Subjectz, ainsi que la production de Frakcija, Kaji, Windxws et YZ. Cet EP était la dernière sortie de $NOT avant de sortir son hit "Gosha" produit par YZ le 7 septembre 2018.
Le single "Billy Boy" de $NOT a été présenté dans l'épisode pilote du drame américain pour adolescents Euphoria de HBO,.

### 2020-présent:- Tragédie +,Beautiful HavocetEthereal
â la suite du succès de ses singles « Gosha » et « Megan », $NOT signe chez 300 Entertainment . Le 6 mars 2020, Snot a sorti - Tragedy +, son premier album studio, qui met en vedette Maggie Lindemann et Wifisfuneral et comprend les singles susmentionnés.
Le 24 septembre 2020, $NOT a sorti « Revenge », le premier single de son deuxième album, aux côtés d'un clip vidéo réalisé par Cole Bennett sous sa société multimédia Lyrical Lemonade. Snot s'est associé à Flo Milli pour le deuxième single du projet, "Mean", le 15 octobre 2020, accompagné d'un autre clip de Cole Bennett. Le 30 octobre 2020, $NOT a sorti son deuxième album studio intitulé Beautiful Havoc, avec 300 Entertainment. Le projet met en vedette Iann Dior, Denzel Curry et Flo Milli, et s'est classé numéro 172 sur le Billboard 200. $NOT a sorti cinq clips vidéo supplémentaires après l'album : "Who Do I Trust" le 5 novembre 2020, "Watch Out" le 13 décembre 2020, "Like Me" le 15 janvier 2021, "Sangria" (avec Denzel Curry ) le 17 février 2021 et "Life" le 30 mars 2021,.
Le 9 avril 2021, $NOT a sorti le single " Whipski ", qui présente une apparition en tant qu'invité de son collègue rappeur et chanteur Lil Skies. Il devrait être le premier single de son troisième album. "Whipski" est devenu la première chanson de Snot à atteindre un classement majeur, culminant au numéro 25 sur le Bubbling Under Hot 100. Le 28 mai 2021, $NOT a collaboré avec son collègue rappeur Cochise sur la chanson " Tell Em ". Cela deviendrait ses débuts et ceux de Cochise sur le Billboard Hot 100, culminant au numéro 64.
Le 24 novembre 2021, $NOT a sorti le single "Go". Il a enchaîné avec son single " Doja " avec ASAP Rocky, sorti le 4 février 2022. Les deux singles apparaissent sur son troisième album Ethereal, qui est sorti le 11 février 2022. L'album comprend ASAP Rocky, Teddi Jones, Trippie Redd, Kevin Abstract, Juicy J et Joey Badass.

## Discographie

### Albums studio
| Titre           | Détails                                                                                               | Positions maximales dans les classements musicaux | Positions maximales dans les classements musicaux |
| Titre           | Détails                                                                                               | US                                                | CAN                                               |
| --------------- | --- | ------------------------------------------------- | ------------------------------------------------- |
| - Tragedy+,     | - Sortie : 6 mars 2020 - Label: Auto publié - Format : téléchargement numérique, diffusion en continu | —                                                 | —                                                 |
| Beautiful Havoc | - Sortie : 30 octobre 2020 - Label : 300 - Format : Téléchargement numérique, streaming, vinyle       | 172                                               | —                                                 |
| Ethereal        | - Sortie : 11 février 2022 - Label : 300 - Format : téléchargement numérique, diffusion en continu    | 66                                                | 61                                                |

### EP
| Titre            | Détails de l’EP                                                                                         |
| ---------------- | --- |
| The Tissue Files | - Sortie : 27 avril 2018 - Label: Auto-publié - Format : téléchargement numérique, diffusion en continu |

### Singles
| "Stamina"                                                                                        | 2018 | —  | —  | —  | —  | —  |                  | Single sans album |
| "Lovely" (avec $US Valentino)                                                                    | 2018 | —  | —  | —  | —  | —  |                  | Single sans album |
| "Gucci"                                                                                          | 2018 | —  | —  | —  | —  | —  |                  | Single sans album |
| "Seven Corps" (avec $US Valentino)                                                               | 2018 | —  | —  | —  | —  | —  |                  | Single sans album |
| "Pull Up"                                                                                        | 2018 | —  | —  | —  | —  | —  |                  | Single sans album |
| "Champion"                                                                                       | 2018 | —  | —  | —  | —  | —  |                  | Single sans album |
| "Kill Me Bitch" (avec Lil Toe)                                                                   | 2018 | —  | —  | —  | —  | —  |                  | Single sans album |
| "Vintage Dior"                                                                                   | 2018 | —  | —  | —  | —  | —  |                  | Single sans album |
| "Gosha"                                                                                          | 2018 | —  | —  | —  | —  | —  | - RIAA: Gold     | - Tragedy +       |
| "Drip"                                                                                           | 2018 | —  | —  | —  | —  | —  |                  | Single sans album |
| "Northface"                                                                                      | 2018 | —  | —  | —  | —  | —  |                  | Single sans album |
| "Motorola"                                                                                       | 2018 | —  | —  | —  | —  | —  |                  | Single sans album |
| "Billy Boy"                                                                                      | 2019 | —  | —  | —  | —  | —  |                  | Single sans album |
| "Xanax Flies"                                                                                    | 2019 | —  | —  | —  | —  | —  |                  | Single sans album |
| "Megan"                                                                                          | 2019 | —  | —  | —  | —  | —  |                  | - Tragedy +       |
| "Vision" (avec Lil Tracy)                                                                        | 2019 | —  | —  | —  | —  | —  |                  | Single sans album |
| "Beretta" (avec Wifisfuneral)                                                                    | 2019 | —  | —  | —  | —  | —  |                  | - Tragedy +       |
| "Moon & Stars" (featuring Maggie Lindemann)                                                      | 2020 | —  | —  | —  | —  | —  | - RIAA: Gold     | - Tragedy +       |
| "Human" (avec Night Lovell)                                                                      | 2020 | —  | —  | —  | —  | —  |                  | Single sans album |
| "Can You Help Me"                                                                                | 2020 | —  | —  | —  | —  | —  |                  | Single sans album |
| "Revenge"                                                                                        | 2020 | —  | —  | —  | —  | —  |                  | Beautiful Havoc   |
| "Mean" (avec Flo Milli)                                                                          | 2020 | —  | —  | —  | —  | —  |                  | Beautiful Havoc   |
| "Sangria" (avec Denzel Curry)                                                                    | 2020 | —  | —  | —  | —  | —  |                  | Beautiful Havoc   |
| "Whipski" (avec Lil Skies et Internet Money)                                                     | 2021 | —  | —  | —  | 13 | —  |                  | Single sans album |
| "Tell Em" (avec Cochise)                                                                         | 2021 | 64 | 22 | 51 | 1  | 99 | - RIAA: Platinum | À venir           |
| "Red"                                                                                            | 2021 | —  | —  | —  | 29 | —  |                  | Single sans album |
| "Go"                                                                                             | 2021 | —  | —  | —  | —  | —  |                  | Ethereal          |
| "Doja" (avec ASAP Rocky)                                                                         | 2022 | 87 | 30 | 67 | 4  | —  |                  | Ethereal          |
| "_" indique un enregistrement qui n’a pas été graphique ou n’a pas été publié sur ce territoire. |      |    |    |    |    |    |                  |                   |